# Umberto Melnati
Umberto Melnati  né à Livourne le 17 juin 1897  et mort à Rome le 30 mars 1979 est un  acteur italien.
Actif surtout au théâtre, il est apparu dans plus de 35 films entre 1932 et 1962.

## Biographie
Umberto Melnati est le fils de l'actrice italienne Marcella Melnati. 
Umberto Melnati  a joué dans des films comme L'uomo che sorride de Mario Mattoli (1936), Il signor Max (1937). Il fait de nombreuses apparitions aux côtés de Vittorio De Sica.

## Filmographie partielle
- 1932 : Due cuori felici de  Baldassarre Negroni
- 1933 : La segretaria per tutti de Amleto Palermi
- 1934 : La canzone del sole de  Max Neufeld
- 1936 : L'uomo che sorride de Mario Mattoli
- 1937 : 
  - Contessa di Parma d'Alessandro Blasetti
  - Monsieur Max de Mario Camerini
- 1939 : 
  - Mille Lires par mois  (titre original : italien : Mille lire al mese) de Max Neufeld
  - Un mare di guai de Carlo Ludovico Bragaglia
- 1940 : 
  - Rose scarlatte de  Giuseppe Amato et  Vittorio De Sica 
  - Pazza di gioia de Carlo Ludovico Bragaglia
  - La peccatrice de  Amleto Palermi
- 1943 : Cortocircuito de Giacomo Gentilomo

- 1950 :Miss Italie (titre original : italien : Miss Italia) de Duilio Coletti
- 1953 : 
  - Martin Toccaferro de  Leonardo De Mitri 
  - Sous les mers d'Afrique (titre original : italien : Africa sotto i mari) de Giovanni Roccardi
  - La valigia dei sogni de  Luigi Comencini
- 1954 : 
  - Le Grand Jeu de Robert Siodmak
  - Appassionatamente de  Giacomo Gentilomo
  - Madame du Barry de  Christian-Jaque
- 1955 : 
  - Dommage que tu sois une canaille (titre original : italien : Peccato che sia una canaglia) de Alessandro Blasetti
  - Frou-frou de  Augusto Genina
- 1962 :  La Flèche d'or (L'arciere delle mille e una notte) d'Antonio Margheriti